# 群馬県道255号下久屋渋川線
群馬県道255号下久屋渋川線（ぐんまけんどう255ごう しもくやしぶかわせん）は、群馬県沼田市下久屋町（関越自動車道沼田インターチェンジ東）から渋川市の国道17号に至る一般県道である。

## 概要
大正時代、群馬県内を南北に縦貫して指定された長大県道「片品前橋線」のうち、沼田－渋川間の利根川に沿った隘路を含む区間が1959年の群馬県道指定見直しに際して新たに再指定されたものである。
北部区間では昭和村でも標高の低い地域を通過する、同村の幹線道路の一つであるが、中間部は利根川の渓谷である「綾戸峡」の隘路区間を含む。利根川の対岸を通過する国道17号の補助ルートにもなっているが、大型車両の通過が制限される1車線区間や、連続降雨時に閉鎖される区間もあり、通過の制約が多い。南部区間は渋川市赤城町の中心部を通る幹線道路で、上越線と並走する。 

### 路線データ
- 起点：群馬県沼田市下久屋町1107番[1]（国道120号交点〈下久屋交差点〉）
- 終点：群馬県渋川市（国道17号〈下郷交差点〉）[注釈 1]
- 重要な経過地：利根郡昭和村[注釈 2]、勢多郡赤城村[注釈 3]

## 歴史
- 1920年（大正9年）4月1日：群馬県告示第89号により、前身路線にあたる県道片品前橋線として路線認定。
- 1959年（昭和34年）9月18日：群馬県より現・道路法に基づき、県道下久屋渋川線（沼田市下久屋町 - 利根郡昭和村 - 勢多郡赤城村 - 渋川市新町、整理番号42）として路線認定される[2]。

## 路線状況
起点 - 昭和村森下交差点
この区間はほかの県道との重複する区間が多い。昭和村貝野瀬交差点‐同村糸井交差点は沼田赤城線と重複し、森下地区内で昭和インター線と重複する。森下交差点までは片側1車線（ただし、沼田市下久屋町の一部と昭和村糸井の一部は1車線）で成り立つ。昭和インター線の交差点には関越自動車道の電光掲示板がある。
同村森下交差点 - 渋川市赤城町敷島駅前
森下交差点から南下する区間はほとんどが1車線で成り立つ（部分的に2車線の区間もある）。歩道の整備されていない区間がほとんどである。
特に途中区間の綾戸（旧赤城村棚下地区を中心とした地域）では、歩道がない上に普通車1台分の幅しかなく大型車は通行止めになっている。さらに、綾戸地区では上越線のすぐ下を通るトンネルが非常に狭小で、高さ3.2 mの制限がかけられている。大雨が降ると通行止めになる。また、落石対策もあまり施されていないため、通行には細心の注意が必要。ちなみに、この綾戸地区はかつてダム建設が計画されていた地域である。（沼田ダム計画を参照）
また、棚下地区から津久田駅北側に抜ける道はこれまでに度々がけ崩れが起きている。ここも大雨が降ると通り抜けできなくなる。なお、大雨により通行止めになった場合は上越線の代行バスが通れなくなるため、代行バスは津久田駅を経由しない。
沿線には棚下不動があり、境内にある棚下不動の滝は日本名瀑百選に選ばれ、観光スポットとなっている。
現道から棚下不動本堂へ至る道は、明治期に開削された旧道区間である。棚下不動までは整備されているが、そこから先の区間は廃道となっており、素掘りの隧道が3本あるがいずれも朽ち果てている。
2012年3月24日、渋川市赤城町津久田から敷島駅前までバイパスが供用開始され、敷島駅北の1車線と急勾配の区間を解消した。
敷島駅前 - 渋川市赤城町樽交差点
敷島駅前からは終点まで上越線と並行して走っている。道路が整備され、ほとんどの区間が歩道付きの片側1車線（宮田と樽の境付近に歩道のない狭小区間がある）になっている。
なお、敷島駅前から宮田まで群馬県道151号津久田停車場前橋線と重複するが、番号が大きいにも関わらず255号と案内されている。
樽交差点 - 終点
樽地区から国道17号までは国道353号と重複し、地図においてもこの区間は国道353号と表記されている。この国道353号との重複区間は本県道と同国道に加え、終点手前から重複する群馬県道34号渋川大胡線の車が多く合流するため、平日の通勤時間帯は終点の下郷交差点を先頭に激しい渋滞に見舞われる。接続する渋川大胡線も本県道と同様に激しい渋滞に見舞われる。

### 重複区間
- 群馬県道251号沼田赤城線（利根郡昭和村大字貝野瀬〈貝野瀬交差点〉 - 同村大字糸井〈糸井交差点〉）
- 国道353号（渋川市赤城町樽〈樽交差点〉 - 同市渋川〈下郷交差点〉）

## 地理

### 通過する自治体
- 群馬県
  - 沼田市 - 利根郡昭和村 ‐ 渋川市

### 交差する道路
- 群馬県道62号沼田大間々線
- 群馬県道251号沼田赤城線
- 群馬県道65号昭和インター線
- 群馬県道151号津久田停車場前橋線
- 群馬県道70号大間々上白井線
- 群馬県道157号赤城山敷島停車場線
- 群馬県道158号宮田吹屋線
- 国道353号
- 群馬県道34号渋川大胡線